# Tigron
 (mai 2011).
Si vous disposez d'ouvrages ou d'articles de référence ou si vous connaissez des sites web de qualité traitant du thème abordé ici, merci de compléter l'article en donnant les références utiles à sa vérifiabilité et en les liant à la section « Notes et références ».
Hybride
Parent  mâle  de l'hybridation 
  Panthera tigris 
×

Parent  femelle  de l'hybridation 
  Panthera leo 
Un tigron (ou tiglon) est un hybride issu du croisement d'une lionne et d'un tigre. Le tigron, comme le ligre (croisement entre un lion et une tigresse), n'est pas rencontré dans la nature, car le lion et le tigre ont des comportements et des habitats radicalement différents.
Seul le tigron femelle est fertile. La femelle tigron ne peut se reproduire qu'avec un tigre.

## Description
Les tigrons peuvent présenter des caractéristiques des deux parents : ils peuvent avoir les taches de la mère avec les stries du père. La crinière d'un mâle semblera toujours plus courte et moins apparente que celle d'un lion et est plus proche de la crinière courte du tigre mâle. Une idée répandue mais fausse dit que les tigrons seraient plus petits que les lions ou les tigres. Ils ne dépassent pas la grandeur de leurs parents, car ils héritent d'eux des gènes inhibiteurs de croissance, mais ils ne montrent aucun signe de nanisme ou de miniaturisation ; ils pèsent souvent environ 150 kilos. Le tigron vit environ 12 ans mais certains vivent plus longtemps comme le tigron de Beauval qui est mort à 22 ans. Il peut manger jusqu'à 25 kg de viande chaque jour.
Guggisberg écrivait qu'on a longtemps cru que les ligres et les tigrons étaient stériles. Cependant, en 1943, une hybride âgée de 15 ans a été accouplée avec succès avec un lion au Zoo de Munich. La petite femelle qui en résulta fut élevée jusqu'à l'âge adulte malgré son état de santé délicat.
La rareté relative des tigrons est souvent imputée aux tigres qui trouvent le comportement d'une lionne en chaleur trop compliqué et peuvent ainsi ne pas remarquer dans son comportement les signaux qui indiquent sa volonté de s'accoupler. Pourtant les lionnes sollicitent activement leur partenaire, si bien que la rareté actuelle des tigrons vient très probablement du fait que par leur taille ils sont moins impressionnants que les tigres.[réf. nécessaire] Gerald Iles, dans At Home In The Zoo (1961) écrit qu'il a pu obtenir 3 tigrons pour le Zoo de Belle Vue à Manchester, mais qu'il n'a jamais vu de ligre. Actuellement la Chine produit un certain nombre de tigrons.

## Histoire
Les croisements de tigres en captivité ont été fréquents au cours des siècles. Le premier croisement enregistré en Inde date de 1837 où un tigron a été offert à la Reine Victoria par la princesse de Jamnagar (un État indien). Gerald Iles a aussi fait allusion à un cirque itinérant dans les années 1830 où un tigre et une lionne, portée après portée, produisaient de petits hybrides, dont certains ont été présentés à la cour de Grande-Bretagne.

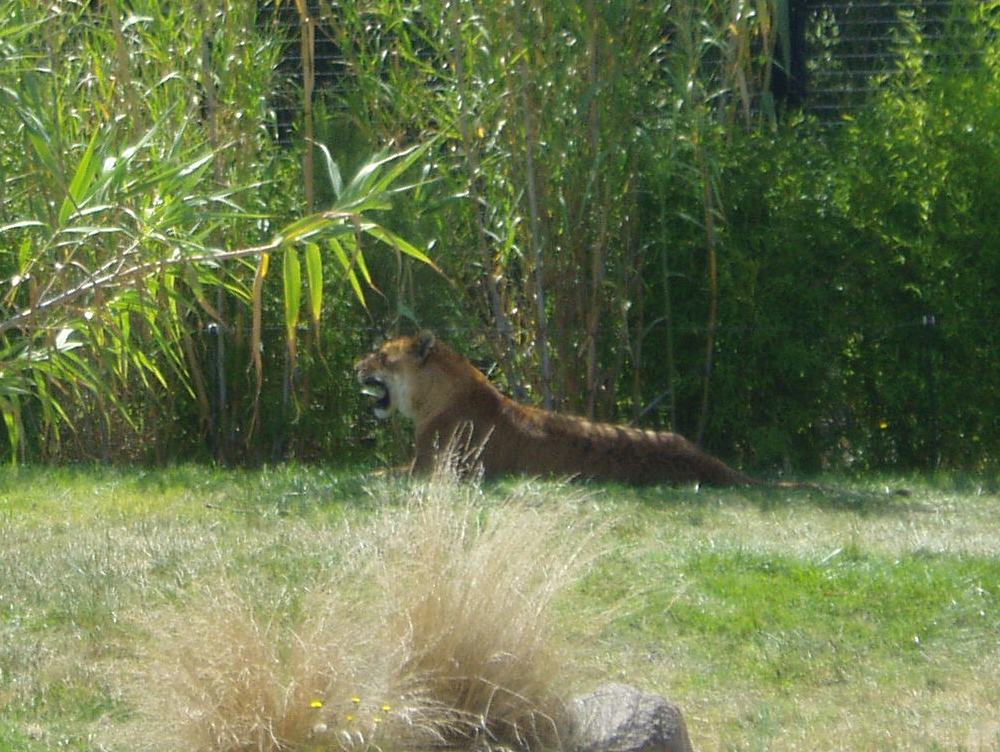
Un tigron du zoo de Canberra.

Un des tigrons les plus connus était Ranji, issu du Prince Ranjitsinji de Nawangagar et offert au Zoo de Londres en 1928. Frohawk, artiste et journaliste pour le magazine de chasse The Field, trouva Ranji farouche et dit que l'hybride se rapprochait du tigre plus que du lion par la forme du corps et de la tête, et qu’il était particulièrement intéressant que, bien que la créature fût un mâle, la crinière ne fût pas plus fournie que celle possédée par certains tigres. Tout au plus y avait-il une petite touffe au bout de la queue. Le pelage, pourtant, est fauve et il y manque entièrement la nuance caractéristique orange-rougeâtre de tous les tigres, sauf ceux des régions les plus froides de l'Asie centrale. Les stries, malgré tout, bien que peu marquées, sont nettement reconnaissables et les parties les plus basses du corps sont blanchâtres comme chez les tigres.
Dans Wonders of Animal Life, édité par John Alexander Hammerton (1930), Ranji est ainsi décrit : « Au Jardin zoologique de Londres a été produit un hybride des plus intéressants entre un tigre et une lionne, auquel on donne le nom de tigron. Ce n'est vraiment pas une bête d’aspect majestueux, il est très long sur ses pattes, lesquelles portent des stries fort proéminentes et d'une nuance générale de sable ».
Le tigron n'est pas aussi fréquent que le ligre, croisement entre un lion et une tigresse, bien que vers la fin du XIXe siècle et au début du XXe il se rencontrât plus fréquemment[réf. nécessaire].